# SS Kronprinz Wilhelm
El SS Kronprinz Wilhelm fue un transatlántico alemán perteneciente a la naviera Hapag-Lloyd. Fue construido en los astilleros AG Vulcan en Stettin, en 1901. Fue bautizado en honor del príncipe Guillermo de Prusia, hijo del Káiser Guillermo II de Alemania, y era el buque hermano del SS Kaiser Wilhelm der Grosse.
Tuvo una carrera diversa, empezando como un exitoso barco de pasajeros, después reconvertido en crucero auxiliar en 1914 para la Armada Imperial Alemana, navegando como un barco comerciante durante un año, y después internado en los Estados Unidos cuando se quedó sin suministros. Cuando EE. UU. entró en la I Guerra mundial, incautó el Kronprinz Wilhelm para servir para la Armada como transporte de tropas hasta que fue dado de baja y devuelto a su uso civil como barco norteamericano, donde permaneció en servicio hasta que fue desguazado en 1923.

## Historia

### Buque de línea de la NDL (1901–1914)

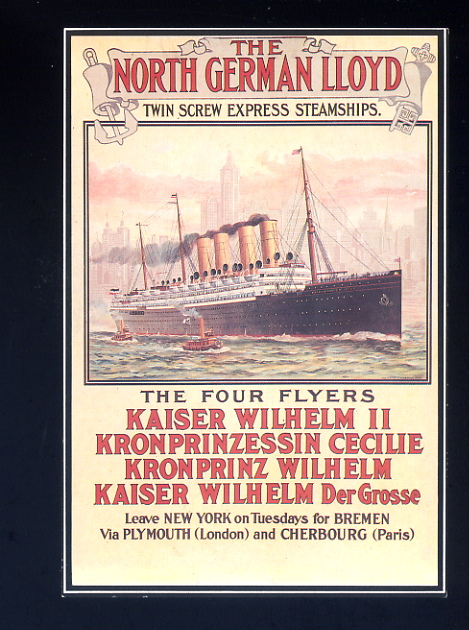
Póster de la NDL anunciando los cuatro buques pertenecientes a la.

El Kronprinz Wilhelm fue botado el 30 de marzo de 1901, convirtiéndose en la nave gemela del SS Kaiser Wilhelm der Grosse y, por tanto, en el segundo buque de la clase Kaiser en ser completado. Realizó su viaje inaugural en septiembre de 1901 realizando la ruta Bremerhaven - Southampton - Cherburgo - Nueva York. El 18 de septiembre de 1901, el Kronprinz Wilhelm sufrió daños en su viaje inaugural de Cherburgo a Nueva York por una ola gigante. La ola golpeó el barco de frente.
Pronto se convirtió en uno de los transatlánticos más rápidos y lujosos de la época, ganando la preciada Banda Azul en 1902. El buque permaneció en esa carrera hasta 1914. 

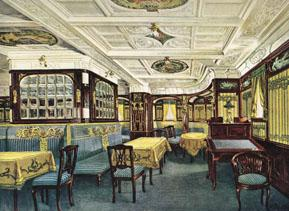
Salón de lectura del SS Kronprinz Wilhelm en una postal de 1901.

Sus instalaciones contaban con un sistema de telegrafía Marconi, calefacción central eléctrica y 1.900 lámparas eléctricas a bordo. Alrededor de 60 motores eléctricos funcionaban con grúas puente, ventiladores, elevadores, refrigeradores y maquinaria auxiliar. El Kronprinz Wilhelm contaba con un panel de control en la sala de mapas para cerrar o abrir las 20 puertas estancas. Si se cerraba una puerta, esto era informado por medio de una lámpara. 
Durante sus años de servicio transatlántico en manos alemanas, muchas personalidades famosas a nivel internacional viajaron a bordo del Kronprinz Wilhelm. Entre ellos, los más destacados han sido: el escritor Lloyd Osbourne, el compositor Oscar Hammerstein y el director de orquesta Cleofonte Campanini, el príncipe Enrique de Prusia, los cantantes de ópera Lillian Blauvelt y Mario Sammarco, el director y productor teatral Charles Frohman (quien posteriormente fallecería en el naufragio del Lusitania, en 1915); el empresario John Jacob Astor IV (que pereció en el hundimiento del Titanic, en 1912); la bailarina Adeline Genée, y el político y abogado Samuel Untermyer, entre otros.

### Primera Guerra Mundial

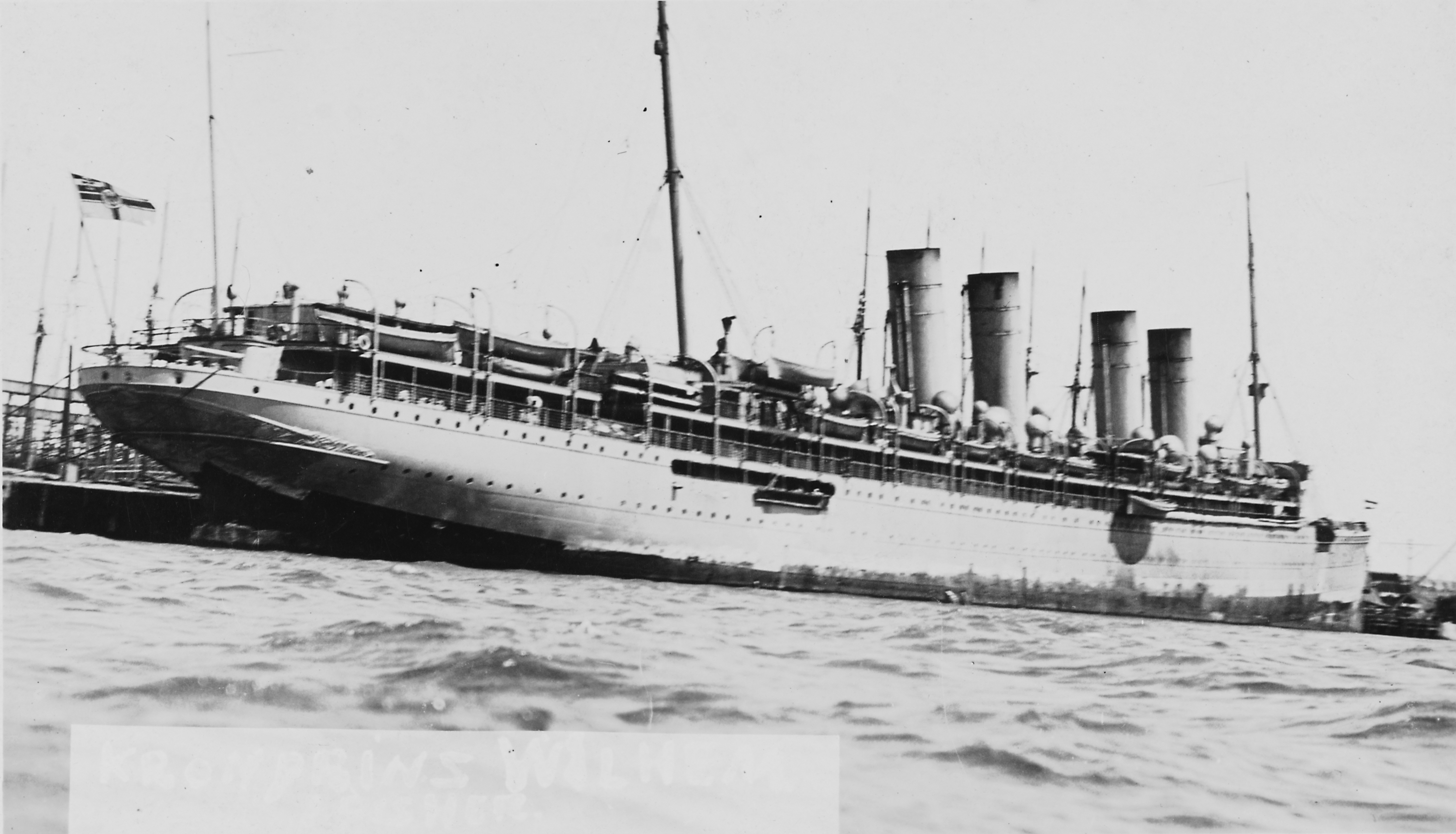
El SMS Kronprinz Wilhelm, con la bandera naval alemana todavía ondeando en su mástil, atracado en puerto, abril de 1915.

Cuando Alemania entró en la Primera Guerra Mundial, el Kronprinz Wilhelm fue requisado por la Armada Imperial Alemana y fue asignado como crucero auxiliar, bajo el mando del Teniente Comandante Paul Thierfelder. El buque fue destinado a la misión de asaltar los buques comerciantes de los aliados. Algunos de los buques asaltados por el Kronprinz Wilhelm fueron el SS Indian Prince, el SS Guadalupe, SS Chasehill o el SS Mont Agel.
El 14 de septiembre de 1914 se cruzó con el crucero mercante armado británico, el Carmania, ya muy paralizado después de la batalla con el crucero auxiliar alemán SMS Cap Trafalgar, al que el Carmania había logrado hundir poco tiempo antes de la llegada del Kronprinz Wilhelm al lugar. Sin embargo, pensando que se podría tratar de una trampa para los barcos alemanes, el capitán del Kronprinz Wilhelm prefirió ser cauteloso y atacar a distancia, pero sin provocar daños severos al Carmania.
A finales de marzo de 1915, el buque se dirigió al norte para encontrarse con otros navíos de suministros alemanes en la zona del ecuador. Llegó al punto de encuentro en la mañana del 28 de marzo y navegó por la zona durante todo el día. Esa noche, avistó un buque de vapor escoltado por buques de guerra británicos a 32 km de distancia. Aunque la tripulación del Kronprinz Wilhelm no lo sabía en ese momento, acababa de presenciar la captura de su barco de suministros, el SS Macedonia, en manos británicas. Finalmente, un suministro de carbón cada vez menor y un aumento alarmante en la lista de enfermos obligaron al Kronprinz Wilhelm a desembarcar en el puerto neutral más cercano, llegando en la mañana del 11 de abril de 1915 a Cape Henry, Virginia, donde los miembros de su tripulación fueron internados y enviados a un campamento cercano y alojados allí en calidad de "invitados". El barco fue depositado en el astillero naval de Norfolk, Portsmouth, finalizando de esta manera su servicio como crucero armado, durante el cual navegó 37,666 millas (60,618 km) y destruyó 57,000 toneladas de suministro aliado. 

### En servicio para Estados Unidos

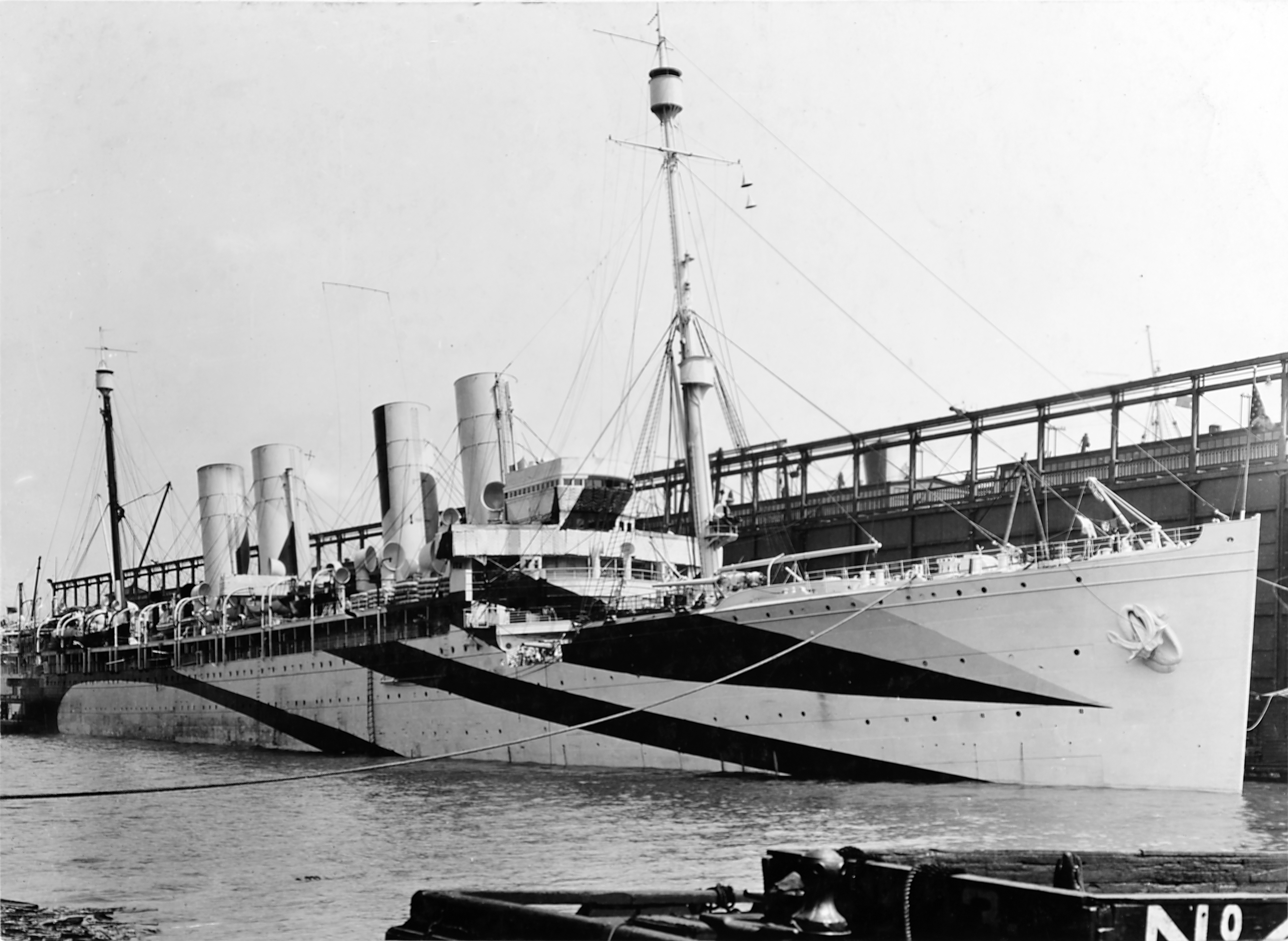
El USS Von Steuben con camuflaje disruptivo en junio de 1918.

El 6 de abril de 1917, Estados Unidos declaró la guerra al Imperio alemán y, ese mismo día confiscó el buque. El 22 de mayo, el presidente Wilson emitió la orden ejecutiva que autorizó a la Armada la toma de posesión de la nave. El 9 de junio, el Kronprinz Wilhelm fue rebautizado como USS Von Steuben (ID-3017) en honor al barón Friedrich Wilhelm von Steuben, el héroe alemán de la revolución estadounidense; poco después, el Von Steuben fue asignado en la Armada de los Estados Unidos con el comandante Stanford E. Moses al mando.
El buque comenzó su carrera bajo la bandera estadounidense como crucero auxiliar. Sin embargo, dado que las Potencias Aliadas ya mantenían el control virtual de los mares, la necesidad de ese tipo de buques era baja. Como consecuencia, el 21 de septiembre, la Oficina del Jefe de Operaciones Navales telegrafió una orden para asignar al Von Steuben al servicio de transporte al finalizar las reparaciones para transportar tropas y suministros a Europa. El barco completó los preparativos para el 29 de septiembre y se embarcó ese mismo día para su primer viaje. Durante las siguientes cuatro semanas, visitó Hampton Roads, Virginia, la ciudad de Nueva York, además de Filadelfia.
El 27 de diciembre, fue destinado como buque de transporte de tropas, y fue enviado la zona del Canal de Panamá. El barco transitó el canal el 29 de diciembre y entró en el dique seco en Balboa, (Panamá) esa misma tarde. En enero de 1918, salió de la zona del Canal y regresó a la costa este. Del 28 al 31 de enero, el Von Steuben se detuvo en Newport News, para reponer municiones y a principios de febrero, regresó a Filadelfia para reanudar el servicio de transporte de tropas a Francia.
El 10 de febrero, el Von Steuben bajó el río Delaware con otro convoy, llegando a Brest, el día 24, descargó sus tropas y carga, y emprendió el viaje de regreso cinco días después. Aproximadamente a las 16:20 el 5 de marzo, el puesto de observación detectó un objeto a babor que se parecía a un periscopio submarino. La alarma llevó a los equipos de munición a situarse en sus puestos de acción, y abrieron fuego de inmediato. Antes de que alguien se diera cuenta de que estaban disparando contra un trozo de restos inofensivos, ocurrió un trágico accidente. El proyectil de uno de sus cañones explotó inmediatamente, y los fragmentos golpearon a tres marineros. Uno murió instantáneamente, y los otros dos sucumbieron a sus heridas durante la noche. El Von Steuben llegó a Bermudas el 12 y 13 de marzo y llegó a Norfolk el día 16. Después de las reparaciones y el armado, fue trasladado a Filadelfia para cargar tropas y carga antes de realizar su tercer viaje a Francia.
Tras el Armisticio el 11 de noviembre, el Von Steuben realizó tres viajes más de ida y vuelta trasladando tropas a Francia y enviando heridos de regreso a los EE. UU. Aunque fueron travesías pacíficas según los estándares de la guerra, no transcurrieron sin incidentes. En el primer viaje, el barco resistió un huracán severo durante el cual tres de sus complementos fueron arrastrados por la borda y perdidos en el mar, mientras que varios otros resultaron dañados. Durante el tramo de Nueva York a Brest de la segunda travesía, la epidemia de gripe de 1918 azotó a las 2.700 tropas que habían embarcado y desató la muerte de 34 personas y más de 400 personas contagiadas. El buque regresó a Nueva York en su noveno viaje de guerra el 8 de noviembre, y el día 10 de noviembre, fue enviado a la Morse Dry Dock & Repair Company, Brooklyn, para ser sometido a reparaciones, siendo terminadas en marzo de 1919.

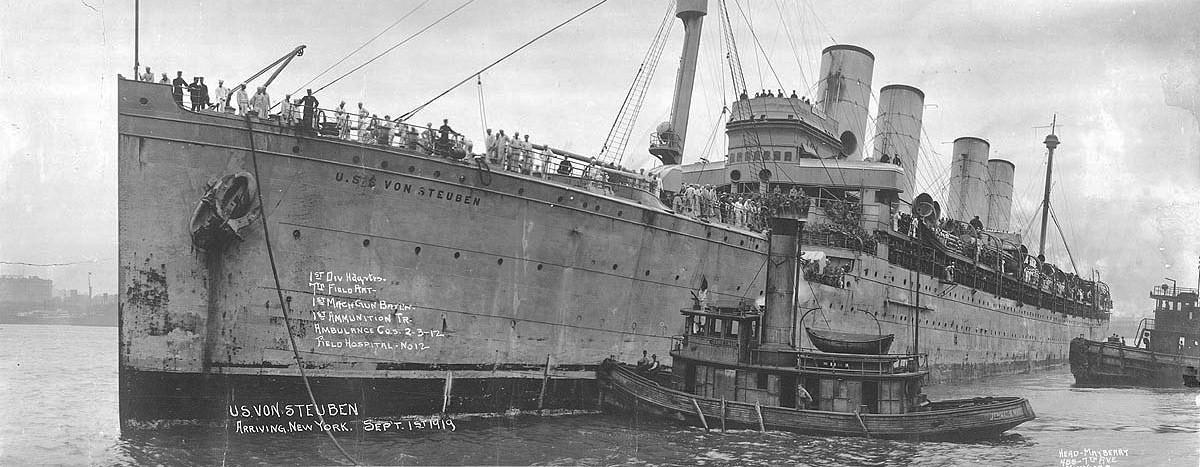
El USS Von Steuben fotografiado en el puerto de Nueva York en septiembre de 1919.

### Retorno al uso comercial y retiro
Concluidas las reparaciones, el Von Steuben se embarcó para traer tropas americanas de vuelta a casa desde Francia, y continuó sirviendo a la Armada estadounidense hasta el mes de octubre de 1918, cuando fue dado de baja y entregado a la Junta de Transporte de los Estados Unidos (United States Shipping Board). Aunque su nombre fue eliminado de la lista de la Armada el 14 de octubre de 1919, durante casi cinco años desde el fin de la guerra continuó sirviendo a los Estados Unidos bajo los auspicios de la USSB hasta 1923, cuando su nombre fue borrado de los registros mercantiles y desguazado por la Boston Iron & Metals Co.